# 山森利一

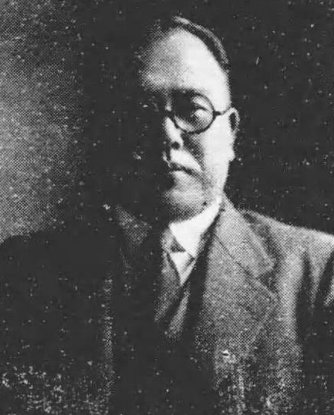
山森利一

山森 利一（やまもり りいち、1889年（明治22年）6月11日 – 1971年（昭和46年）7月23日）は、日本の衆議院議員（立憲民政党）。ジャーナリスト。

## 経歴
富山県婦負郡西呉羽村（現在の富山市）出身。1911年（明治44年）、早稲田大学商科を卒業。『富山日報』記者、参謀本部支那経済調査員、『報知新聞』記者、同政治部長、同論説委員、同相談役、講談社遊説部長を務めた。
1936年（昭和11年）2月、第19回衆議院議員総選挙に埼玉県第3区から出馬して当選したが、同年12月10日、衆議院議員当選無効事件で大審院の判決確定により議員を退職した。
その他、北支那開発株式会社嘱託、早稲田大学商議員などを務めた。
戦後は富山県教育委員長、呉羽村長、呉羽町長を務めた。

## 著作
- 『大東亜の黎明』図書研究社、1942年。